# Viconia Kasteelhoeve

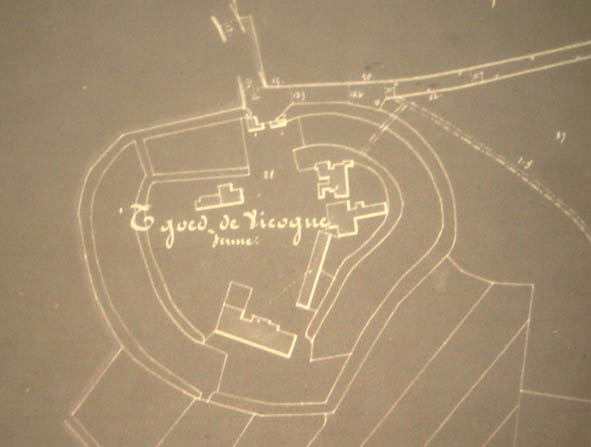
De hoeve op de atlas der buurtwegen (1841)

De Viconia Kasteelhoeve, ook wel Vicogne genoemd, is een kasteel gelegen te Stuivekenskerke, een deelgemeente van Diksmuide in West-Vlaanderen.

## Geschiedenis
De geschiedenis van de hoeve gaat terug tot de 12de eeuw, toen een schapenkooi werd gebouwd op hogere gelegen gronden tussen de schorren en slikken van de IJzer. In 1161 werd de kooi overgenomen door de norbertijnenabdij van Vicogne te Frankrijk en uitgebreid tot 130 hectare. De weilanden werden later omringd door dijken en wallen waardoor het een belangrijk centrum voor schapenteelt werd.

### 18de eeuw
Het gebied raakte tijdens de godsdienstoorlogen in de 16de en 17de eeuw in verval. In de 18de eeuw kwam er een heropleving die duurde tot 1794 waarbij alle kerkelijke bezittingen staatseigendom werden en openbaar verkocht werden. In die tijd bestond het geheel aan verkochte delen uit: een klooster, een kapel, een huis van de bewaarder, een hoeve met schuren, een smidse, een wagenmakerij, woonhuizen voor het personeel, een windmolen, schapen- en paardenstallen, een houtzagerij, houtmagazijnen, vogelkooien en kleinveestallen, met een geheel van 219 hectare.
Het domein kwam vooral in de handen van de families De Smet en De Grave en rond 1900 werd het gebied verkaveld. Het kasteel en de hoeve werden toen eigendom van de familie Vernier-Valentin uit Roubaix. De Grave pachtte het goed toen. Hij was tevens burgemeester van de gemeente en liet nabij het domein ook de nieuwe parochiekerk bouwen.

### Eerste Wereldoorlog
Tijdens de Slag om de IJzer werd het kasteel door de Duitse bezetters ingenomen als een voorpost in oktober 1914. Het kasteel werd volledig vernield gedurende de oorlog. Na de oorlog werd het onder leiding van de architect Camille van Elslande her opgebouwd in 1925.
Momenteel is het een vakantiehotel.

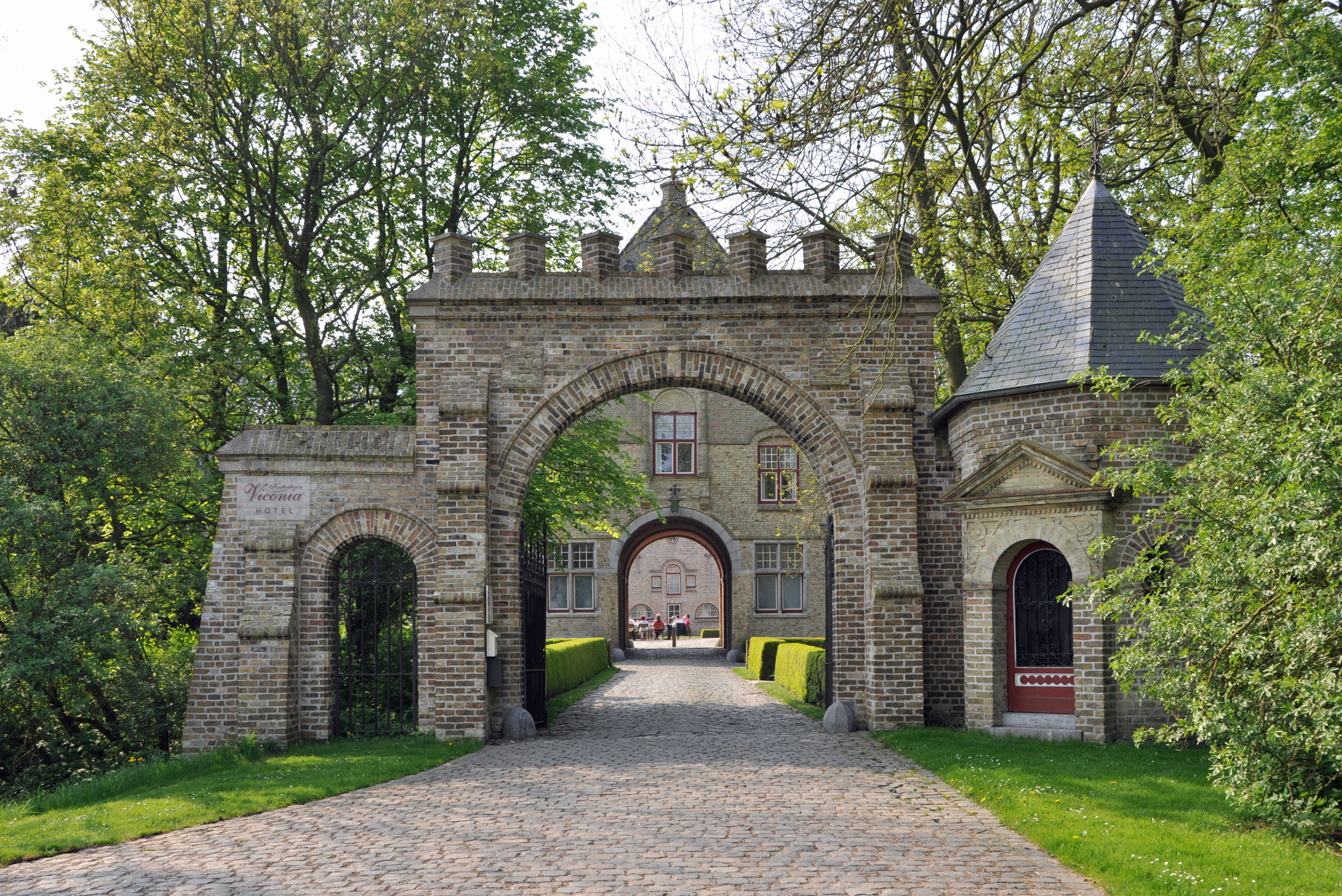
Toegangspoort
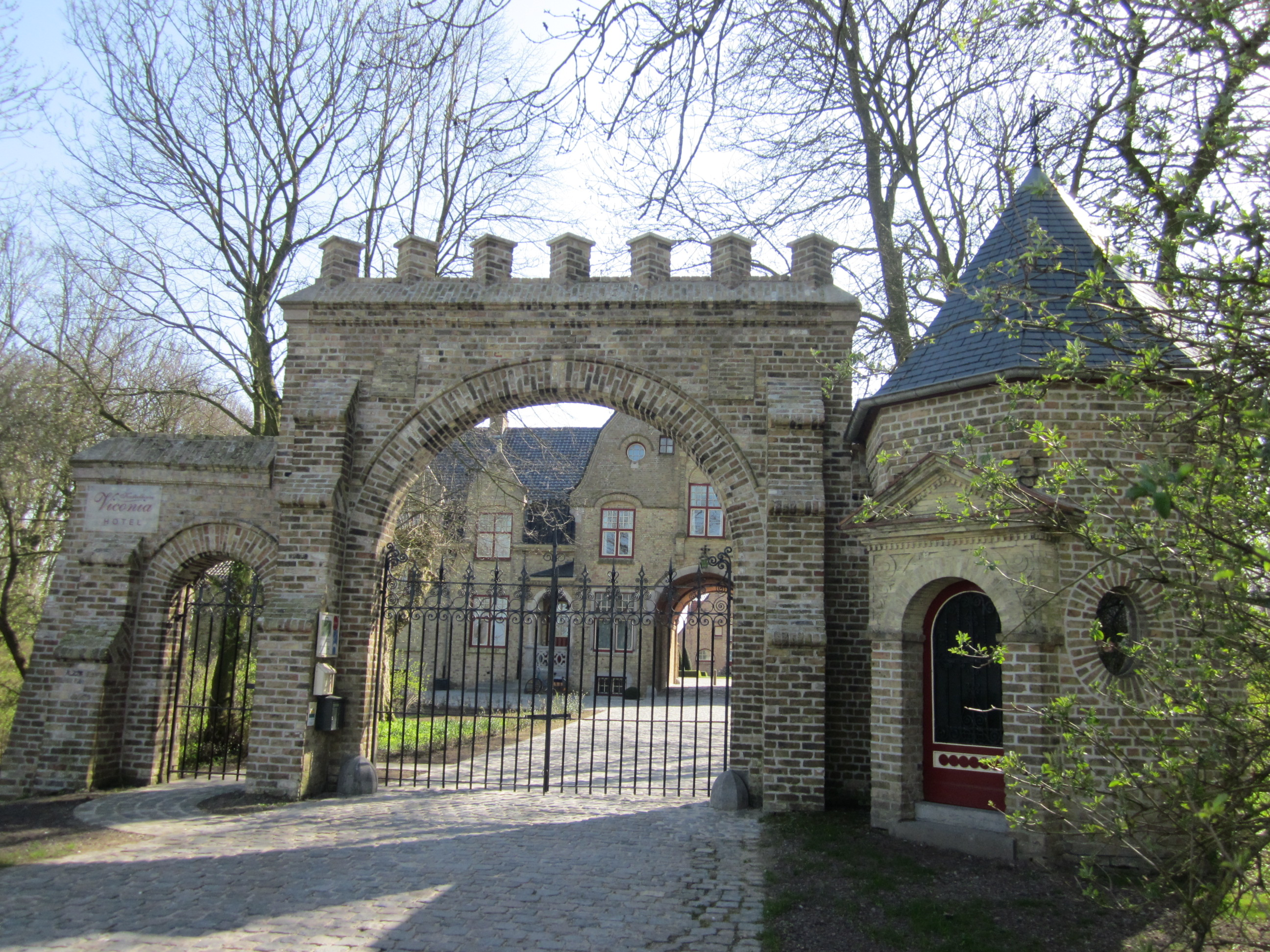
Toegangspoort
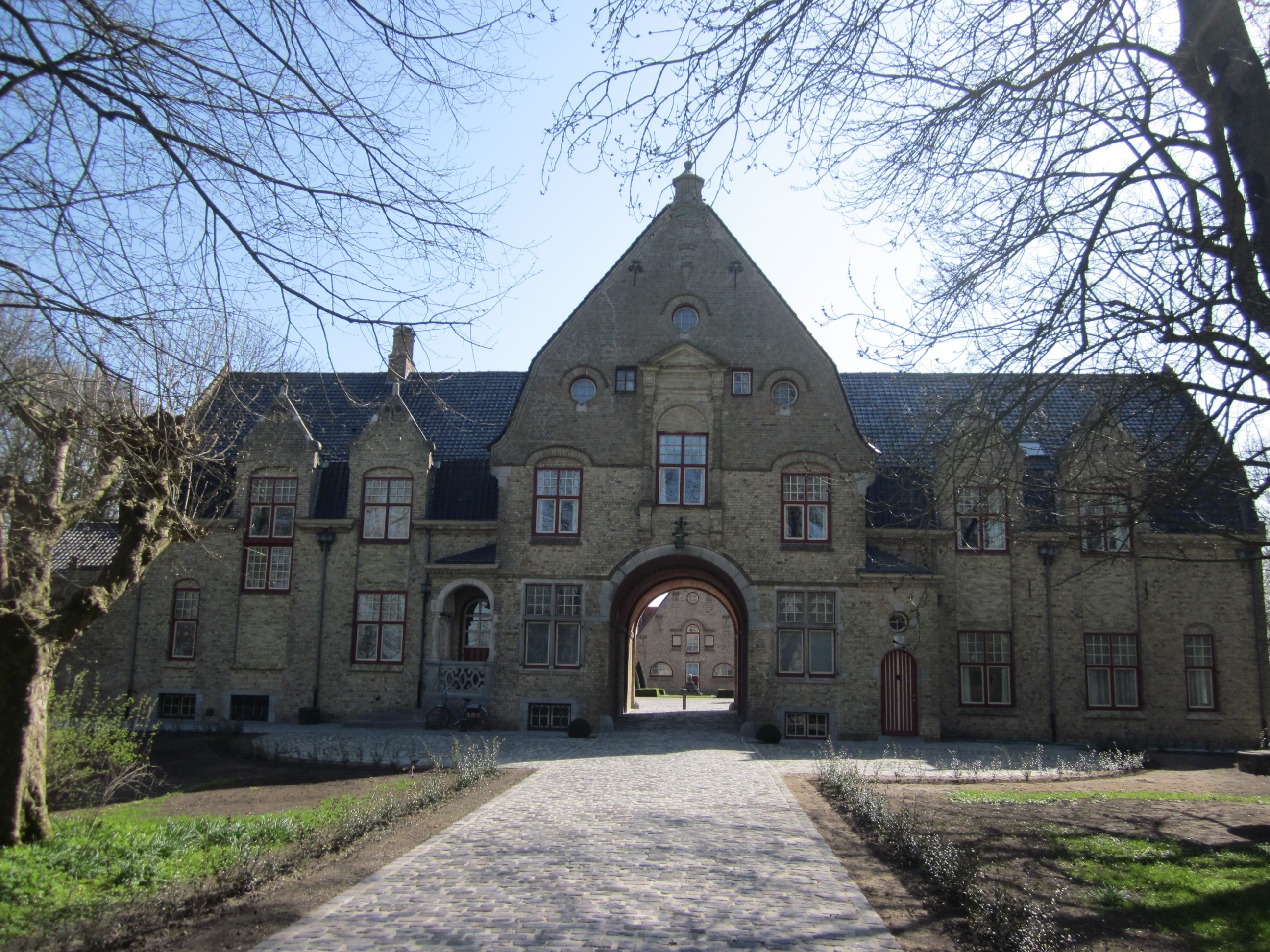
Hoofdvleugel
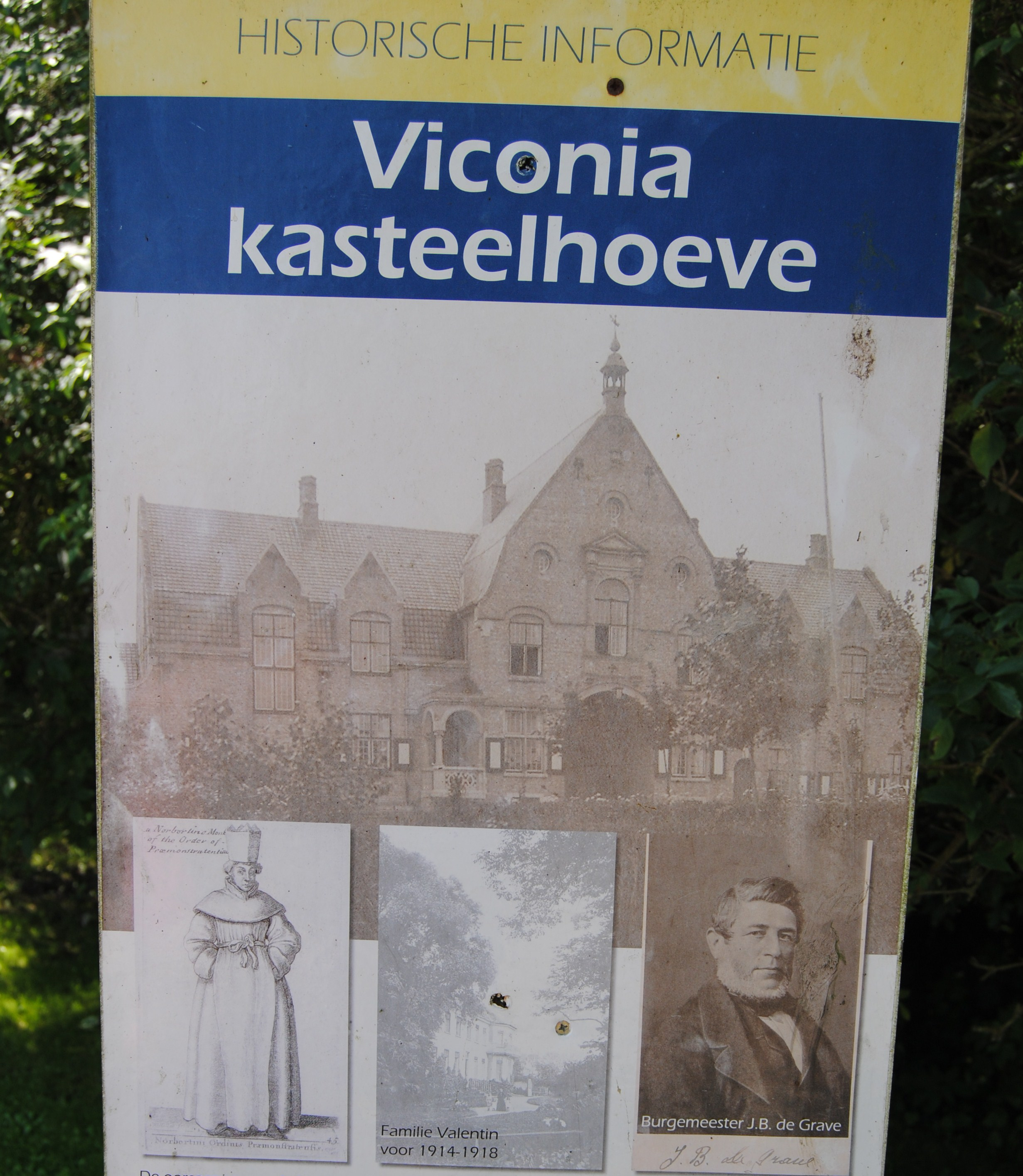
Foto's op het infobord